# Novos Países Baixos

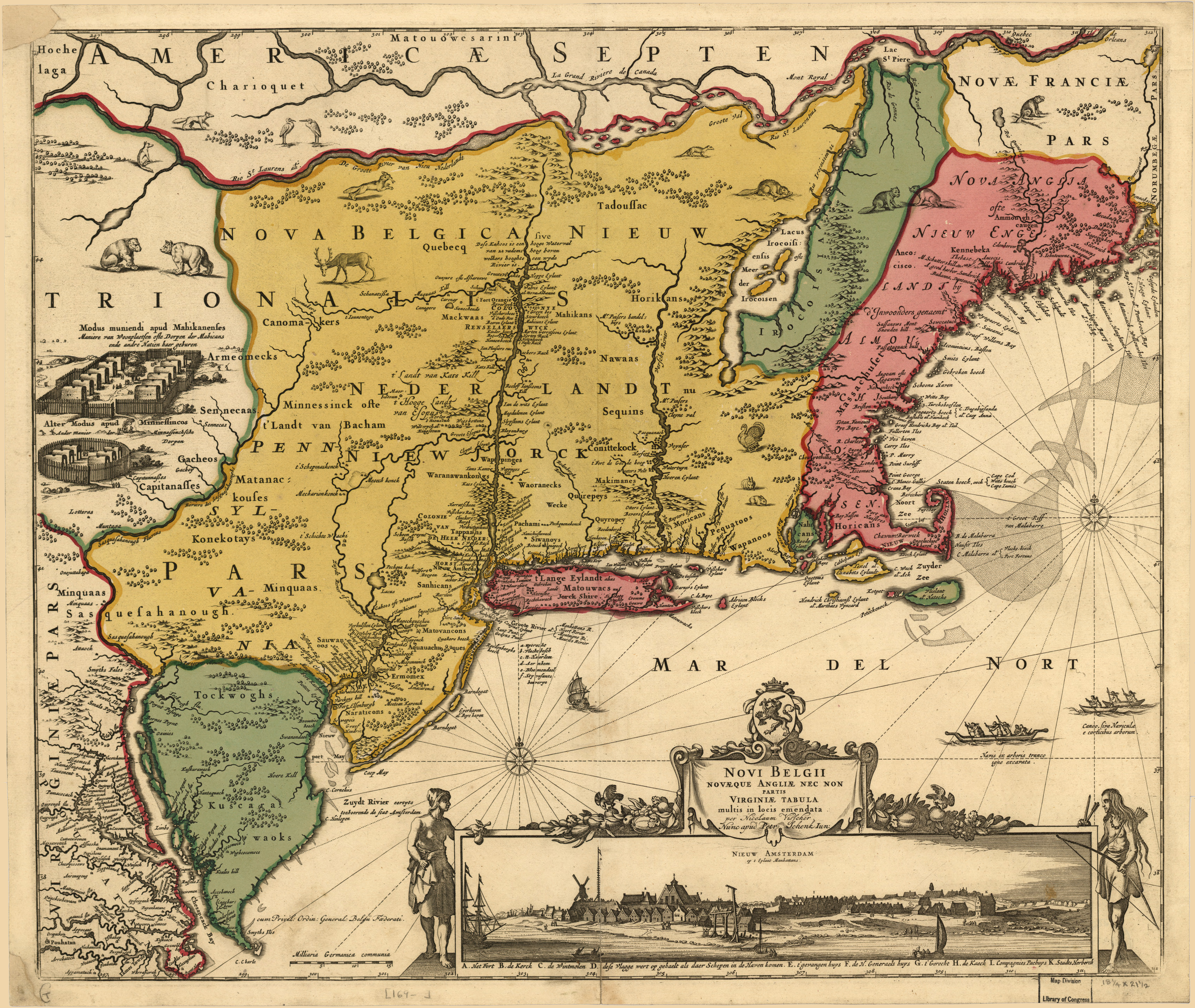
Mapa dos Novos Países Baixos (c. 1684), por Nicolaes Visscher II (1649–1702).

Os Novos Países Baixos (em neerlandês: Nieuw Nederland; em latim:Nova Belgica ou Novum Belgium) foi um território reivindicado e colonizado pelos Países Baixos na costa nordeste da América do Norte, no século XVII, e que fez parte da colonização neerlandesa do continente americano. A região havia sido explorada anteriormente pelo explorador italiano Giovanni da Verrazano, em 1524. A expedição de Giovanni fora financiada por cidadãos de Lyon, França, e autorizada pelo Rei francês, Francisco I de França. Apesar disso, a área foi ignorada pelos europeus por um longo tempo.

## Histórico
Em 1609, o inglês Henry Hudson foi comissionado pela corte neerlandesa para achar um caminho às Índias, navegando em direção ao norte, pelo Oceano Ártico. Hudson mudou sua rota ao ver que a rota original estava coberta de gelo, e navegou em direção a oeste, e eventualmente chegou à costa norte da América do Norte, navegando o Rio Hudson acima, até a altura onde fica atualmente a cidade de Albany, a capital do Estado americano de Nova Iorque.
Os Países Baixos reivindicaram a área descoberta, entre as latitudes 40 e 45 Norte, e muitas empresas neerlandesas instalaram-se na região, comerciando peles com os nativos indígenas da localidade. Fort Nassau foi fundada em 1614, próximo à atual Albany, e foi abandonada em 1618. Em 1621, a Companhia Neerlandesa das Índias Orientais foi criada, assumindo o monopólio do comércio nos Novos Países Baixos. Em 1624, a empresa inaugurou Fort Orange, onde Albany está atualmente localizada. Também em 1624, a empresa fundou Nova Amsterdã, na ilha de Manhattan.
Nova Amsterdão foi capturado pela Inglaterra em 1664, e em 10 de novembro de 1674, os Novos Países Baixos passaram de vez a controle inglês, sob os termos do Tratado de Breda e do Tratado de Westminster.